# 賈熙載
賈熙載（16世紀—17世紀），字亮所，北直隸廣平府雞澤縣人，明朝政治人物。

## 生平
賈熙載是萬曆三十二年進士賈熙績之兄，萬曆七年（1579年）舉人，二十三年（1595年）授白水知縣，明練有惠政，謁拜倉頡廟時看見白兔跳躍，認為是神仙證驗，於是捐資創修廟宇，三年後因父母離世回鄉，士民為他立祠。之後他因抗禮忤逆宦官改任夏縣知縣，為政清節自持，有座右銘：「誓位黎庶驅鱷虎，恧與兒孫作馬牛」。三十年（1602年）陞懷慶通判，調為寶慶通判，考最陞為廬州同知管無為江防，以靜制紛，春秋閱伍士兵無不服從，盜賊亦歛跡，兩次署任知府，以錢糧羨銀助修儒學尊經閣，六年後加鹽運司同知服俸致仕，在家鄉教育子弟讀書，協修橋梁義塚，著有《勸民格言》及《闡揚聖諭六款》流傳，死後入祀鄉賢祠。

## 引用
1. 1 2  乾隆《雞澤縣志·卷十六·人物》：賈熙載，字亮所，教授棲鳳子，由鄉薦初知白水，以抗禮忤宦者遷夏縣，清節自持，嘗銘座右云：「誓位黎庶驅鱷虎，恧與兒孫作馬牛。」尋擢懷慶通判，復除寶慶，考最陞廬州同知，加運同服俸，引年歸，里課子弟讀書，橋梁義塚之施，行人枯骨多沐其惠，著有《勸民格言》及《闡揚聖諭六款》，祀鄉賢。
2. ↑  乾隆《雞澤縣志·卷十三·選舉》：舉人……明……賈熙載  歲貢棲鳳子，萬厯己卯，廬州同知加運同，見人物
3. ↑  乾隆《白水縣志·卷三》：賈熙載，字亮所，雞澤舉人，萬厯二十三年知縣事，明練有良政，謁倉聖廟，見一白兔躍於前，熙載以為神之徵應，因捐貲創修廟宇，官三載以憂去，士民為之立祠。
4. ↑  乾隆《懷慶府志·卷十三·職官志》：通判 通判二員，正六品……賈熙載 雞澤人，舉人，萬厯三十年任
5. ↑  光緒《續修廬州府志·卷二十七·名宦傳二》：賈熙載，直隸雞澤人，舉人，以同知管無為江防，清真簡素、靜以制紛，春秋閱伍兵哨無不悚服，盜賊歛跡，兩署州篆秋毫無取，以錢糧羨銀助修儒學尊經閣，在任六年威行仁洽士，民為立生祠於治北門。 明崇禎志，以上同知